# Eurofins
Eurofins är ett franskt laboratorieföretag med verksamhet i många länder. Eurofins, som grundades 1987, utför bland annat analyser av livsmedel, dricksvatten, avloppsvatten. Omsättningen låg 2008 på 633 miljoner Euro och antalet anställda uppgick till ungefär 10000 fördelade på 190 laboratorier i 37 länder. Företaget är noterat på Parisbörsen och Frankfurtbörsen.